# Longyeardalen

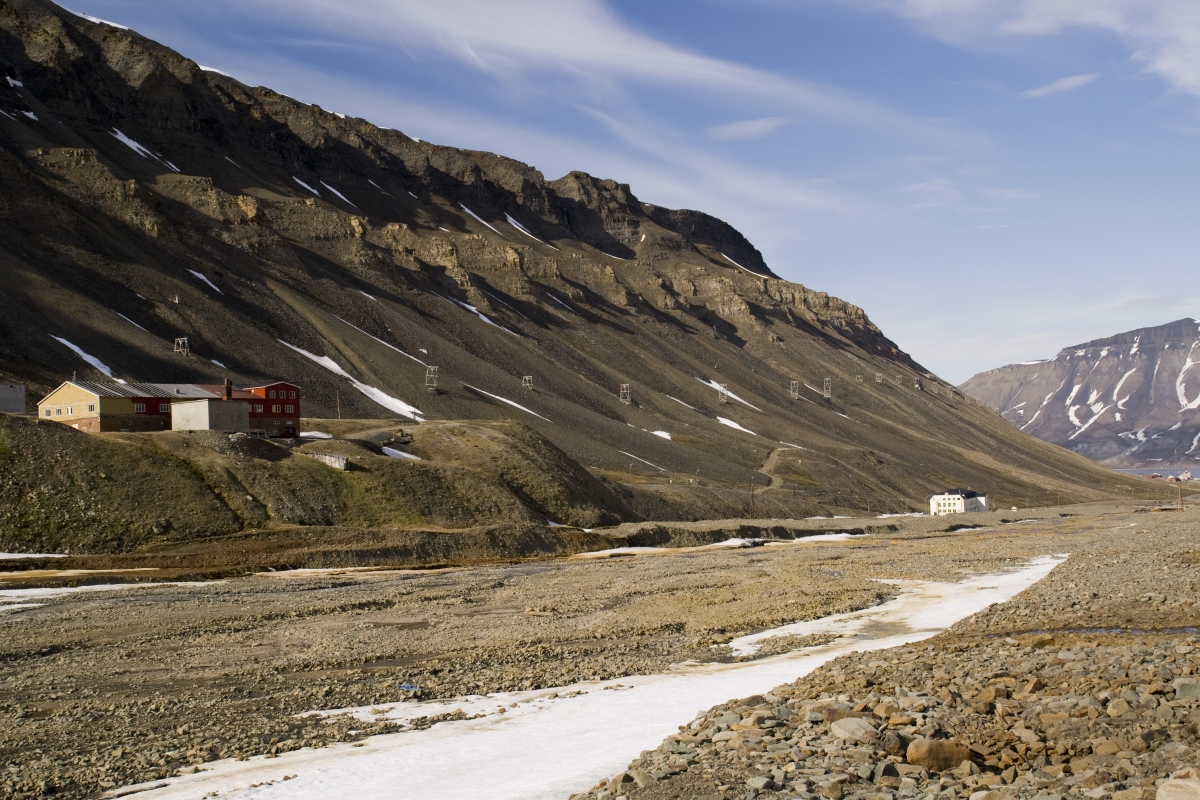
Longyeardalen im Sommer 2011

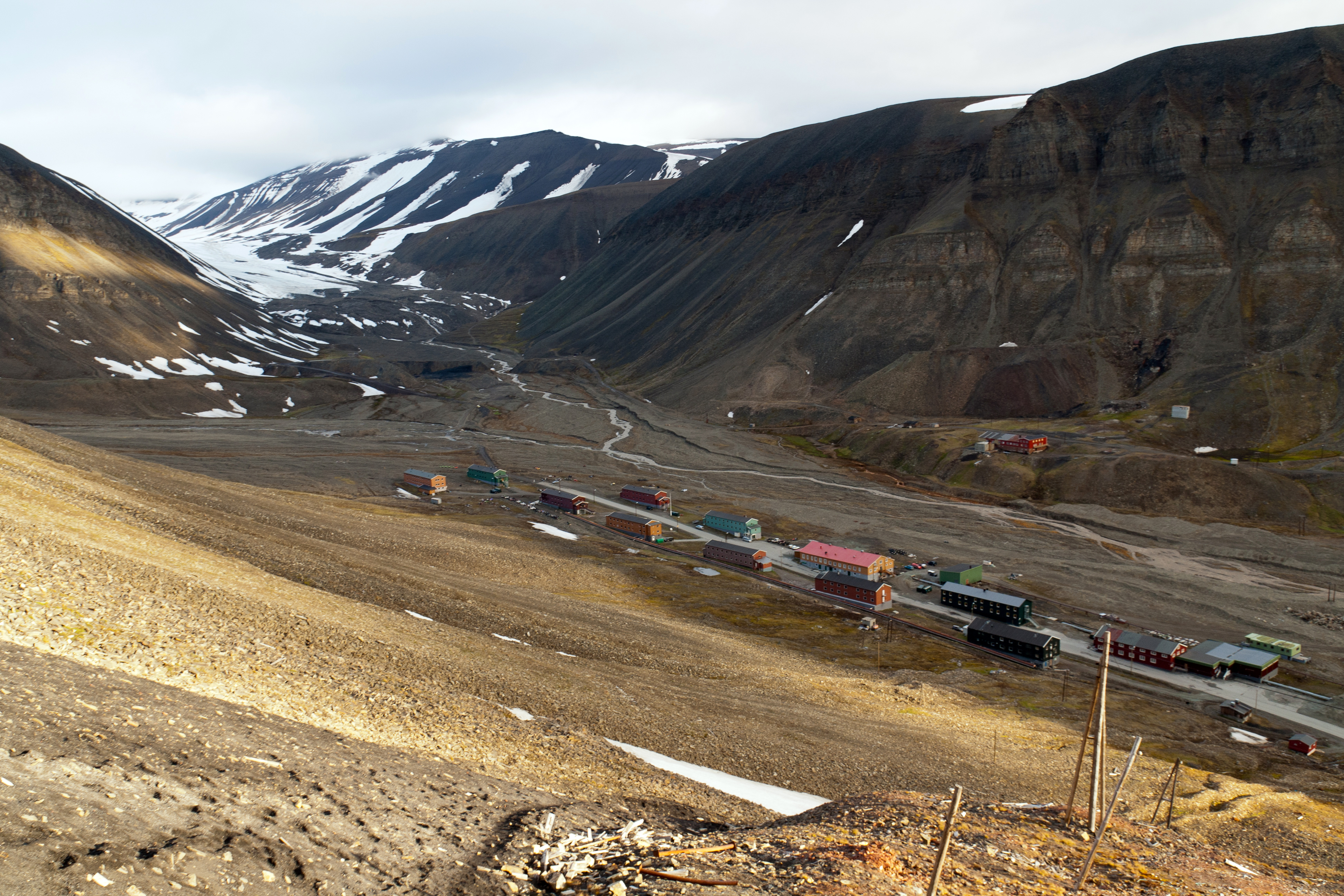
Blick von der Gruve 2 Kohlemine auf das hintere Longyeardalen und den Ortsteil Nybyen

Das Longyeardalen ist ein etwa 4 Kilometer langes Trogtal auf der Insel Spitzbergen in Svalbard. An der Mündung befindet sich die Ortschaft Longyearbyen, der Hauptort der Inselgruppe. Das Tal verläuft vom Talschluss, begrenzt durch die beiden Gletscher Larsbreen und Longyearbreen, in Richtung Nordosten, wo es beim Adventfjorden in den Isfjorden mündet. Es befindet sich auf dem Nordenskiöld-Land.
Der Talboden ist größtenteils ein Sander der durch den verflochtenen Longyearelva Fluss durchflossen wird und die beiden Gletscher Larsbreen und Longyearbreen entwässert. Die steilen Talwände sind stark schuttbedeckt und weisen nur in flacheren Abschnitten Tundrenvegetation auf. Das Tal ist in leicht verwitterbare Sedimentgesteine (vor allem Sandstein- und Tonschiefer) aus dem Tertiär und der Kreide eingeschnitten. Bis in das Jahr 1996 wurde im Longyeardalen noch Kohle abgebaut, jedoch sind die zahlreichen heute noch im Tal sichtbaren Minen und Grubenseilbahnen nicht mehr in Betrieb (siehe auch: Bergbau in Longyearbyen). 
Permafrost ist im Tal weit verbreitet, sodass alle Versorgungsleitungen auf Pfählen über dem Boden verlaufen. Taleinwärts liegt der Ortsteil Nybyen, der in den 1940er Jahren als Unterkunft für die Grubenarbeiter errichtet wurde. Heute stehen diese Baracken unter Denkmalschutz und sind für anderweitige Nutzungen weiter in Gebrauch (Wohnheime für die Studenten des UNIS und Hostels).
Benannt ist das Tal nach dem amerikanischen Geschäftsmann John Munroe Longyear, der den Norwegern im Jahr 1904 an der Westseite des Adventfjorden Kohlefelder abkaufte und im Jahr darauf mit dem Abbau begann.